# ورم قرابي
الورم القرابي هو أحد أورام الخلايا القرابية الحميدة، يصيب المبيض، ويتكون من خلايا قرابية فقط. يظهر في النساء في سن كبيرة (متوسط سن الإصابة 59 عاماً) وبنسبة 84% يظهر بعد سن اليأس، لكنه قد بظهر قبله.
60% من المصابات تعانين من نزيف المهبل و20% تعانين من سرطان بطانة الرحم.

## الباثولوجي
عيانياً الورم صلب أصفر اللون، يتكون من قشرة المبيض.
ومجهرياً، يمتلئ السيتوبلازم بالليبيدات.